# Peter Erlanson

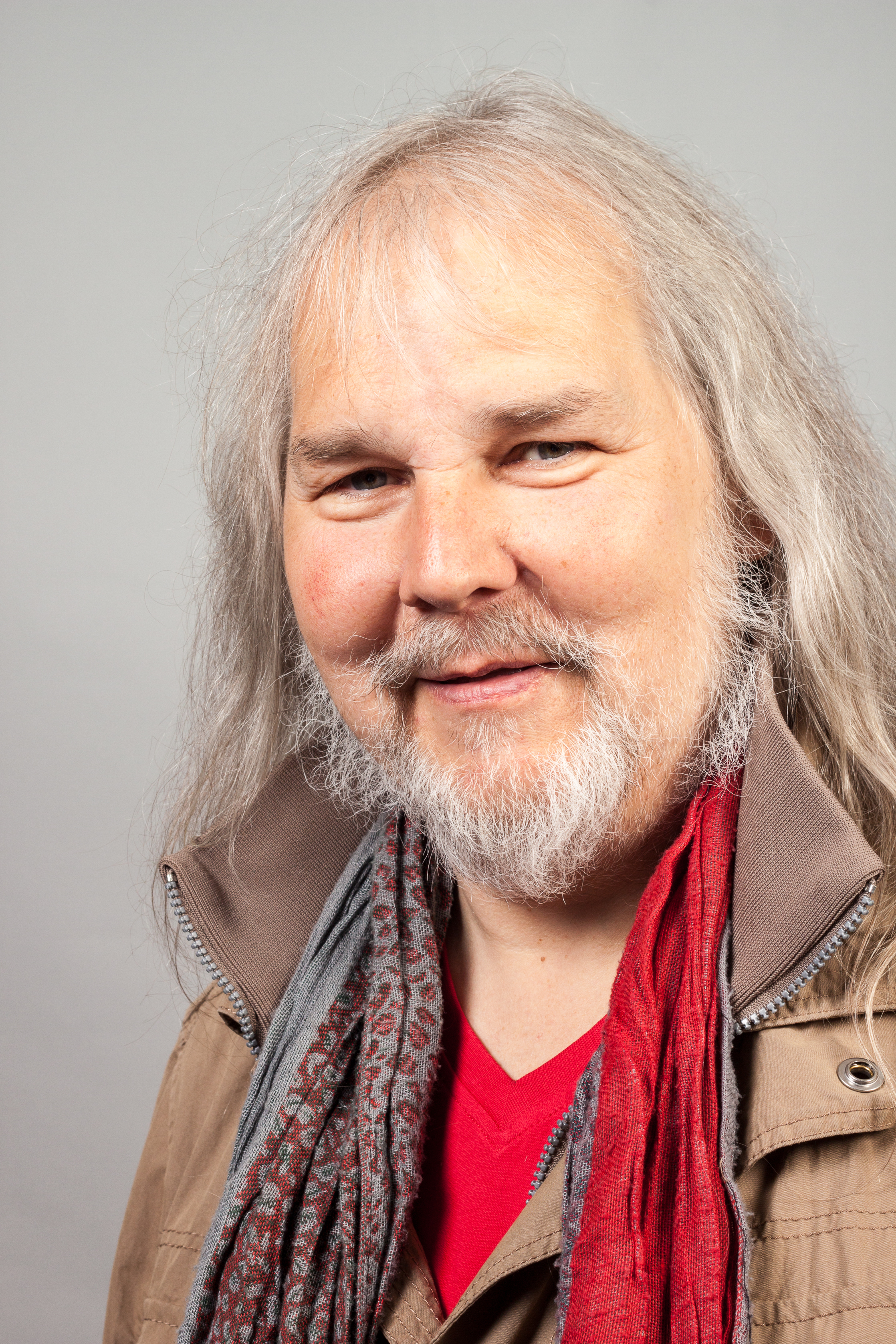
Peter Erlanson 2014

Peter Günther Erlanson (* 3. Mai 1959 in Frankfurt am Main) ist ein deutscher Politiker (Die Linke).

## Biografie

### Ausbildung und Beruf
Erlanson besuchte das gleiche Gymnasium (Eichwaldschule in Sulzbach am Taunus) wie der spätere hessische Ministerpräsident Roland Koch und trat vergeblich gegen diesen bei einer Wahl zum Schülersprecher seiner Schule an. Nach dem Abitur und Zivildienst studierte er Germanistik, Philosophie und Politik in Marburg. 1984 zog er nach Bremen, um eine Arbeit als Krankenpfleger im Klinikum Links der Weser aufzunehmen. Er war Mitglied und später Vorsitzender des Personalrats und nach der Privatisierung der Krankenhäuser ist er Mitglied und stellvertretender Vorsitzender im Betriebsrat. Nach einem berufsbegleitenden Studium an der Universität Bremen erlangte er einen Abschluss als Diplom-Psychologe mit dem Schwerpunkt Arbeits- und Organisationspsychologie.

### Politik
Als Heranwachsender hatte Erlanson frühzeitig Kontakte zur so genannten „Sponti-Szene“. Er gehörte Studentengruppen (unter anderem der GBAL (Grün-Bunt-Alternative Liste) an der Philipps-Universität Marburg), autonomen Jugendzentrumsbewegungen, der Anti-AKW-Bewegung, im Widerstand gegen die Startbahn West in Frankfurt und der Friedensbewegung an.
Von 2007 bis 2008 war er Mitglied des Bundesvorstandes der Linken.
Erlanson war Mitglied der Bremischen Bürgerschaft seit 10. Juni 2007. Er wurde 2011 wiedergewählt. Von 2007 bis 2011 war er Fraktionsvorsitzender, anschließend stellvertretender Fraktionsvorsitzender. Erlanson ist Sprecher seiner Fraktion für Soziales, Gesundheit, Kultur und Recht.
Er vertritt seit der 18. Wahlperiode seine Fraktion im Ausschuss Recht. Er ist zudem Mitglied in den Deputationen Soziales, Kinder, Jugend und Senioren und Kultur.
Zur Bürgerschaftswahl 2019 trat er nicht erneut an.

### Weitere Mitgliedschaften
Seit seiner Ausbildung ist er in der Gewerkschaft Ötv, dann ver.di tätig, u. a. im Kreisvorstand Bremen, in einem Fachbereichsvorstand sowie im Bezirksvorstand Bremen Nord-Niedersachsen. Er war Ausbildungspersonalrat und wurde dann Betriebs- bzw. Personalrat sowie Aufsichtsrat in seiner Firma. Er ist Mitglied bei attac und dort Mitglied in der Griechenlandsolidarität.